# Mergosari (Sukoharjo)
Mergosari is een bestuurslaag in het regentschap Wonosobo van de provincie Midden-Java, Indonesië. Mergosari telt 2123 inwoners (volkstelling 2010).